# Gnathorhiza
Gnathorhiza is een geslacht van uitgestorven longvissen uit de klasse Sarcopterygii, dat leefde tijdens het Perm.

## Naamgeving
In 1883 benoemde Edward Drinker Cope de typesoort Gnathorhiza serrata. De geslachtsnaam betekent 'kaakwortel', een verwijzing naar de onzekerheid of de gevonden resten nu stukken kaak of tandwortels waren. Cope vermeldde geen holotype. De soortaanduiding betekent 'de gekartelde'. Tegelijkertijd hernoemde Cope Ctenodus pusillus Cope, 1877 tot een Gnathorhiza pusilla.
Later benoemde soorten zijn G. dikeloda Olson, 1951, G. noblensis Olson & Daly, 1972, G. bothrotreta Berman, 1976, G. bogdensis Minkh, 1977, G. lozovskii Minikh, 1977, G. otschevi Minikh, 1977, G. triassica Minikh, 1977 en G. tatarica Minikh, 1989. Deze taxa  beslaan geografisch bijna de hele planeet en in tijd een groot deel van het Perm. Het geslacht zou nog in de vroege Trias zijn voorgekomen.
De vondsten bestaan voornamelijk uit kaakmateriaal.

## Beschrijving
De soorten werden typisch een voet lang.
Het lichaam is langgerekt. De ribben zijn vrij lang. De staart is kort en afgestompt.
Tandfragmenten en de kaak van deze vis, gevonden in de geologische formaties van Lueders en Arroyo (in Baylor County, Texas), lijken sterk op die van andere Dipnoi uit het Laat-Paleozoïcum, in het bijzonder Sagenodus en de meer recente Epiceratodus.
De overeenkomsten suggereren dat Gnathorhiza een herbivoor was vergelijkbaar met Epiceratodus. De gelijkenis van zijn gebit met die van de recente longvissen is aanzienlijk minder overtuigend nu de positie die wordt aangenomen in de Dipnoi, wijst op een actief leven als roofdier.

## Fylogenie
Cope dacht dat het wellicht om een of andere kraakbeenvis ging. Latere onderzoekers begrepen dat het een longvis was; de typische tandplaten van de groep hadden hem in verwarring gebracht. Het taxon werd in een eigen Gnathorhizidae geplaatst welke groep naar huidige inzichten niet nauw aan moderne longvissen verwant is.

## Levenswijze
Verticale holen zijn aan het geslacht toegewezen dat daarin droge zomerperioden zou hebben overleefd.
Gnathorhiza is bekend van zeeafzettingen, brakwaterafzettingen en zoetwaterafzettingen. Die flexibiliteit verklaart het wijde voorkomen. In het Trias lijkt het geslacht alleen in zoet water te hebben geleefd.